# Kinder des Zorns (Band)
Kinder des Zorns war eine Berliner Rap-Crew, die 2004 gegründet wurde.

## Geschichte
Über das Mainzer Label Buckwheats Music veröffentlichten die Kinder des Zorns (KDZ), bestehend aus Separate, Abroo, Casper und Producer Fadee 2004 ihr erstes und einziges Album Rap Art War.
Das Album wird von einem Doubletime-Verse von Separate eingeleitet. Neben weiteren Battletracks, in denen wie in Hate Mile mit Neidern abgerechnet wird, finden sich auch nachdenkliche und ernste Tracks wie Schlechtes Gewissen oder Hab gesehen auf der Scheibe wieder. In Wie kann es sein wird Prinz Pis Rücktritt als Verlust für die Szene erwähnt. Zu diesem Zeitpunkt dachte man, es sei sein letztes Album.
Das Album wurde später von Prinz Pi aufgrund einer Wette uminterpretiert. Auf Pis Release Teenage Mutant Horror Show (TMHS) wurden 13 Beats original von KDZ übernommen. Später trennte sich die Crew auf Grund von Differenzen.

## Diskografie
- Rap Art War (2004)